# Пештеана (Мехединци)
Пештеана (рум. Peșteana) насеље је у Румунији у округу Мехединци у општини Флорешти. Oпштина се налази на надморској висини од 272 m.

## Становништво
Према подацима из 2002. године у насељу је живело 150 становника, од којих су сви румунске националности.